# Mała Crcorija
Mała Crcorija (maced. Мала Црцорија) – wieś w północno-wschodniej Macedonii Północnej, w gminie Kriwa Pałanka.